# Calvadosia campanulata
Calvadosia campanulata is een neteldier uit de klasse Staurozoa en behoort tot de familie Kishinouyeidae. Calvadosia campanulata werd in 1815 voor het eerst wetenschappelijk beschreven door Lamouroux.

## Beschrijving
Calvadosia campanulata heeft een trechtervormige zwemklok, die wel 4,5 cm hoog kan worden. De kleur is altijd uniform maar varieert tussen rood, groen of bruin. Het oppervlak van de paraplu heeft een wratachtig uiterlijk met groepen turquoise vlekken (netelcel-opslagblaasjes). Elk van de acht armen heeft ongeveer 45 tentakels, de buitenste vertonen een aanzienlijke basale zwelling. Lange, smalle geslachtsklieren strekken zich uit tot aan de punt van elke arm.

## Verspreiding
Calvadosia campanulata wordt alleen geregistreerd vanaf de Britse Eilanden.